# John Edward Marr
John Edward Marr FGS FRS (14 de junio de 1857 – 1 de octubre de 1933) fue un geólogo británico. Es conocido por su trabajo sobre la geología del distrito de los Lagos, por sus investigaciones sobre fósiles en Bohemia y por su participación en el mundo académico de la geología británica del siglo XIX.

## Educación y primeros años
Marr nació en Poulton-le-Sands el 14 de junio de 1857. Era el hijo de John Marr, un mercader de seda retirado, y su mujer Mary Simpson. Después de que la familia se mudara a Caernarfon en 1863, Marr se interesó en la geología, habiendo descubierto un fósil que fue nombrado en su honor. De 1867 a 1875 estudió en la Escuela de Gramática Real de Lancaster, donde conoció a R. H. Tiddeman, quién llevó a Marr a viajes de campo y campañas geológicas.
En 1875, se matriculó en el St. John College de Cambridge para estudiar geología como un exhibidor, habiendo ganado una beca. Allí estudió bajo la guía de Thomas George Bonney y Thomas McKenny Hughes, graduándose con los primeros honores de su clase en 1878. Cuando aún era estudiante fue autor de varios artículos, de los que destaca uno sobre su descubrimiento de fósiles cámbricos en Caernarfonshire, cuya datación era problemática y ocupó mucho de su trabajo más tardío. Fue también un miembro del club Sedgwick durante su tiempo en Cambridge.

## Investigación y carrera
Después de graduarse, Marr utilizó dos becas de investigación del Fondo Worts de Cambridge para investigar en Bohemia y Escandinavia sobre muestras de rocas del periodo palaeozoico. Su trabajo en el Distrito de los Lagos le habiendo convencido de que era posible ordenar una sucesión de rocas paleozoicas.
En 1879 trabajó sobre la colección de Joachim Barrande, descubridor de fósiles del periodo silesio. Barrande había descubierto ejemplares del subperiodo superior entre otros más antiguos del subperiodo bajo y había hipotetizado que ambos grupos de fósiles habían coexistido. Marr en cambio demostró que los fósiles más jóvenes habían "caído" al estrato previo debido a fallos en la roca. Barrande no aceptó la idea pero el trabajo de Marr al respecto le valió el premio Sedgwick en 1882.
También en 1879 se convirtió en socio de la Sociedad Geológica de Londres y en 1881 fue elegido socio de St. John College.
Marr regresó al distrito de los Lagos, donde trabajó con Henry Alleyne Nicholson en la serie de los Stockdale Shales. Posteriormente trabajó con Alfred Harker en un proyecto similar en Shap. En su trabajo sobre el distrito de los Lagos Marr llegó a la idea del lag faulting para explicar la topografía de la región, atribuyendo mucha de ella a la erosión glacial. Sus teorías fueron publicadas en 1916 en un libro titulado La Geología del Distrito de los Lagos.
En 1886, Marr se convirtió en conferenciante en Geología en la universidad de Cambridge, puesto que retuvo 32 años hasta que sucedió a Thomas McKenny Hughes como profesor woodwardiano de geología en 1917. Pasó trece años en dicha cátedra antes de retirarse por motivos de salud en 1930 y morir en Cambridge el 1 de octubre de 1933.

## Reconocimientos
Marr fue secretario de la Sociedad Geológica de Londres de 1888 a 1898, vicepresidente y presidente de la misma de 1904 a 1906 y miembro de su consejo durante 35 años y además de ser secretario extranjero otros tres años. La sociedad le otorgó su medalla Lyell en 1900 y su medalla Wollaston en 1914. En 1891 fue elegido Socio de la Sociedad Real, de cuyo consejo fue miembro de 1904 a 1906 y cuya Medalla Real ganó en 1930.
Fue nombrado socio honorario de la Sociedad Real de Edimburgo en 1930.

## Obras
- The Scientific Study of Scenery (1900)
- The Geology of the Lake District (1916)
- Deposition of the Sedimentary Rocks (1929)
- Cumberland. Cambridge County Geographies.
- North Lancashire. Cambridge County Geographies. 1912.
- Westmorland. Cambridge County Geographies.